# Eburodacrys campestris
Eburodacrys campestris là một loài bọ cánh cứng trong họ Cerambycidae.